# Mark E. Smith
Mark Edward Smith (Broughton, 5 marzo 1957 – Prestwich, 24 gennaio 2018) è stato un cantante britannico, frontman e paroliere della band The Fall.

## Biografia
Smith è nato in una famiglia della classe operaia di Broughton in Inghilterra. Cantante, paroliere ed unico membro costante del gruppo post-punk The Fall, che ha guidato dal 1976 fino alla sua morte e che ha formato dopo aver assistito ad un concerto dei Sex Pistols alla Manchester Free Trade Hall,  nel giugno del 1976. Durante i suoi 42 anni di attività, la band ha incluso circa 60 musicisti che, con Smith, hanno pubblicato 32 album in studio e diversi singoli ed EPs. Le sue pubblicazioni più note sono "Totally Wired" e "Hit the North".